# Mary Isabel Fraser

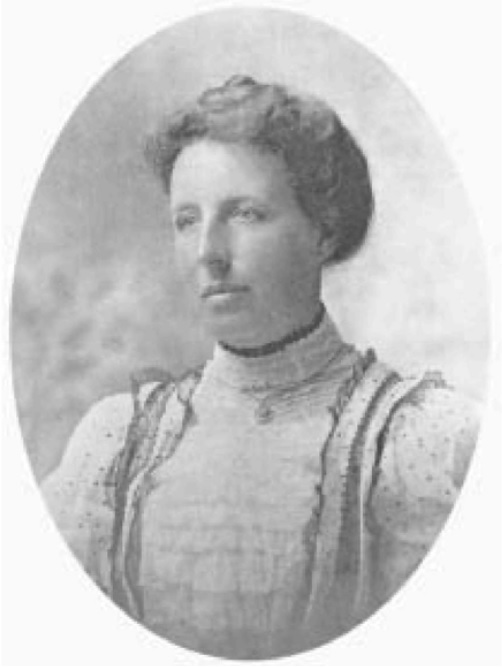
Mary Isabel Fraser (1910)

Mary Isabel Fraser (* 20. März 1863 in Dunedin, Neuseeland; † 18. April 1942 ebenda) war eine neuseeländische Schuldirektorin und Pädagogin. Sie brachte im Jahr 1904 die Samen der Pflanze mit nach Neuseeland, deren Früchte später als Kiwi weltweit bekannt wurden.

## Frühes Leben
Mary Isabel Fraser wurde am 20. März 1863 als Tochter von Mary Austin Graham und ihrem Mann Hugh Frasery, von Beruf Sattler, in Dunedin geboren. Sie war die älteste von drei Schwestern. Über ihre Kindheit, Jugendzeit und Schulbildung ist nichts bekannt. 1887 schloss sie ihr Lehramtsstudium an der University of Otago mit einem Bachelor ab und studierte anschließend Physik. Das Studium beendete sie zwei Jahre später mit Auszeichnung.

## Tätigkeit als Lehrerin und Direktorin
Fraser unterrichtete zunächst an der Seacliff School und der George Street School in Dunedin und wurde 1890 Englischlehrerin an der Otago Girls’ High School. 1894 übernahm sie die Aufgabe der Direktorin an dem Whanganui Girls' College. Sie war dort über 17 Jahre als Direktorin tätig und machte das College zu einer der größten und bekanntesten Schuleinrichtungen seiner Art in Neuseeland, sodass selbst Schülerinnen von Auckland und Dunedin das College in Whanganui besuchten.
Die Schule erzielte unter ihrer Führung akademische Spitzenleistungen, wobei sie auch für andere Bereiche wie Sportausbildung, das Erlernen von Kochen, des Schneiderns und Erste Hilfe zu leisten dafür sorgte, dass diese mit auf dem Stundenzettel der Schülerinnen standen. Auch für die Bildung im Bereich von Musik und Kunst trug sie Sorge. Für all diese Aktivitäten wurden Anlagen und zusätzliche Gebäude benötigt und so bestand ein großer Teil ihrer Arbeitszeit darin Bauprojekte zu organisieren und um die Anmietung weiterer Grundstücke zu sorgen. In Folge dieser großen Belastung reichte sie im Jahr 1901 ihren Rücktritt als Direktorin bei der Schulverwaltung ein. Dieser wurde abgelehnt und man versprach ihr für mehr Personal zu sorgen. Als ein neuer Lehrer dann an Tuberkulose erkrankte und für sie eine Entlastung nicht in Sicht war, stimmte man im Jahr 1903 ihrem Rücktritt in Form einer Beurlaubung zu.
Fraser reiste daraufhin über Australien nach Japan, wo sie ihre Schwester Katie besuchen konnte. Sie besuchten gemeinsam Missionsschulen und reisten anschließend nach Yichang chinesisch 宜昌市, Pinyin Yíchāng Shì in Zentralchina. Von dort aus brachte Fraser im Jahr 1904 Samen der Pflanze Actinidia deliciosa mit nach Whanganui, deren Früchte später allgemein als Kiwi bekannt wurden. An ihrer Schule zurück, fiel es ihr schwer sich mit ihren Ansichten in Bezug auf Bildung für Mädchen beim von Männern dominierten Bildungsministerium durchzusetzen. Sie hingegen entwarf ein Konzept für eine neue Schule und trat zum Ende des Jahres 1910 als Direktorin des Whanganui Girls' College zurück. Fraser suchte den Kontakt zu Reverend Andrew Cameron, dem Moderator der Presbyterian Church of Aotearoa New Zealand sowie zum Professor William Hewitson, dem Leiter des Knox College in Dunedin, und umriss in einem Brief ihre Vorstellung von einer neuen Schule und dem möglichen Stadtort. Auch bot sie ihre Dienste als Direktorin für die neue Schule für fünf Jahre ohne Bezahlung an. Ihre Unterstützung war ihr sicher.
In den Jahren 1912 und 1913 besuchte Fraser Mädchenschulen in Großbritannien, um deren Methoden und Einrichtungen zu studieren. Auch begann sie Personal für die neue Schule zu akquirieren. 1914 wurde die neue Schule, die den Namen Iona College erhielt und in Havelock North angesiedelt wurde, eröffnet, wurde aber erst zwei Jahre später beim Bildungsministerium öffentlich registriert. Fraser war in den ersten Jahren frei ihren eigenen Lehrplan und ihrem Lehrmethoden in die Schule einzuführen und wurde dabei von ihren beiden Schwestern unterstützt, die mit in die Schule eintraten.
1921 ging Fraser in den Ruhestand und verbrachte mit ihren Schwestern viel Zeit mit Reisen in Europa. Als sie zurück nach Neuseeland kamen, ließ sich Fraser in Dunedin nieder, wo sie am 18. April 1942 auch verstarb.